# Gilberto Yearwood
Gilberto Yearwood (La Lima, 15 marzo 1956) è un allenatore di calcio ed ex calciatore honduregno, di ruolo centrocampista.

## Carriera

### Giocatore
Da calciatore giocò in diverse squadre nel suo paese e nella Liga spagnola. Il suo palmarès conta quattro campionati honduregni, tre dei quali ottenuti con il Real Espana (1974, 1975, 1976) ed uno con l'Olimpia (1992). Nel 2000 fu nominato "miglior giocatore honduregno del secolo".
Prese parte ai Mondiali 1982.

### Allenatore
In seguito divenne allenatore ed in questa veste vinse il titolo honduregno nel 2001 con il Motagua. Nel 2008 allenò la sua Nazionale ai Giochi Olimpici di Pechino.